# B.Byrapura, Channarayapatna
B.Byrapura là một làng thuộc tehsil Channarayapatna, huyện Hassan, bang Karnataka, Ấn Độ.